# Polynésiens
Les Polynésiens sont un groupe ethnique situé en Polynésie. Ils font partie des Austronésiens dont ils sont les descendants.

## Origines
La question de l'origine des Polynésiens a été l'un des thèmes majeurs de la recherche océanienne depuis le XIXe siècle. Si on a aujourd'hui, grâce à l'archéologie, la linguistique, l'ethnolinguistique, l'ethnobotanique, et la génétique, une réponse à peu près cohérente à cette question, de nombreux points restent encore en suspens.
Il y a environ 6 000 ans, des agriculteurs et navigateurs venus de Taïwan et parlant des langues austronésiennes commencent à peupler l'Insulinde, c'est-à-dire les Philippines, la Malaisie, et l'Indonésie. À partir d'Indonésie, elle conduit, il y a 3 500 à 4 000 ans, ces navigateurs austronésiens vers les îles de l’Océanie proprement dite : Wallacea, Micronésie, Mélanésie et côtes de la Nouvelle-Guinée. Plus à l'est, ces navigateurs sont arrivés en Polynésie (peuplement des Tonga, à l'ouest de la Polynésie), il y a environ 3 300 ans.
Les Polynésiens ont essaimé dans les îles du Pacifique grâce à la navigation astronomique.

## Langues

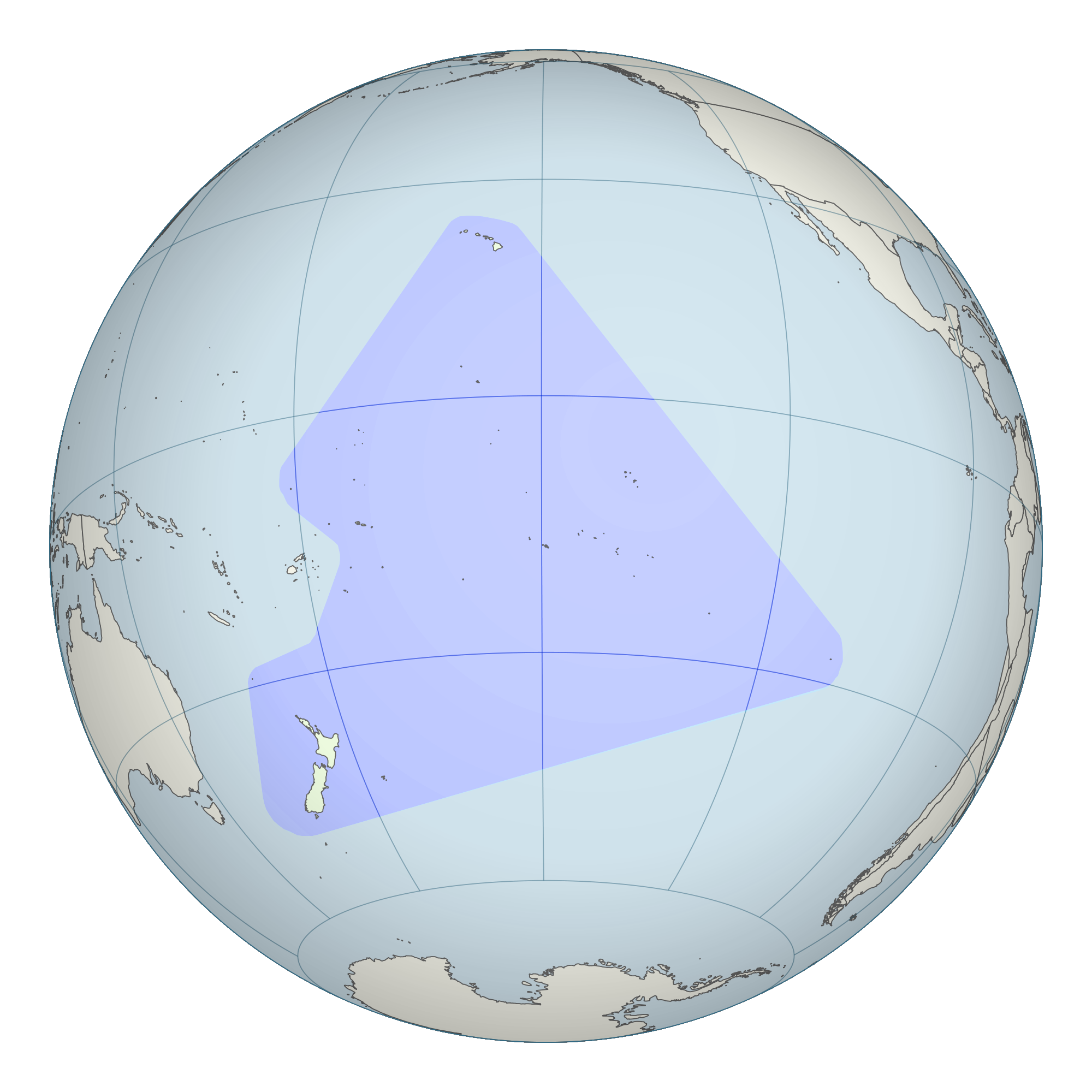
Les langues polynésiennes sont parlées à l'intérieur du triangle polynésien, ainsi que dans les enclaves polynésiennes en Mélanésie et Micronésie.

Les Polynésiens s'expriment dans des langues polynésiennes, qui font partie du groupe océanien et de la famille des langues austronésiennes. Il en existe trente-huit.
Sept sont parlées en Polynésie française : le tahitien, l'austral, le ra’ivavae, le rapa, le mangarévien, le pa’umotu et le marquisien.
L'hawaïen compte environ 1 000 locuteurs natifs. Le maori de Nouvelle-Zélande fait partie des langues officielles du pays.
Parmi les autres langues on peut citer le wallisien, le tongien ou le rapanui.
La colonisation a fait émerger des langues européennes comme le français et l'anglais.

## Religions

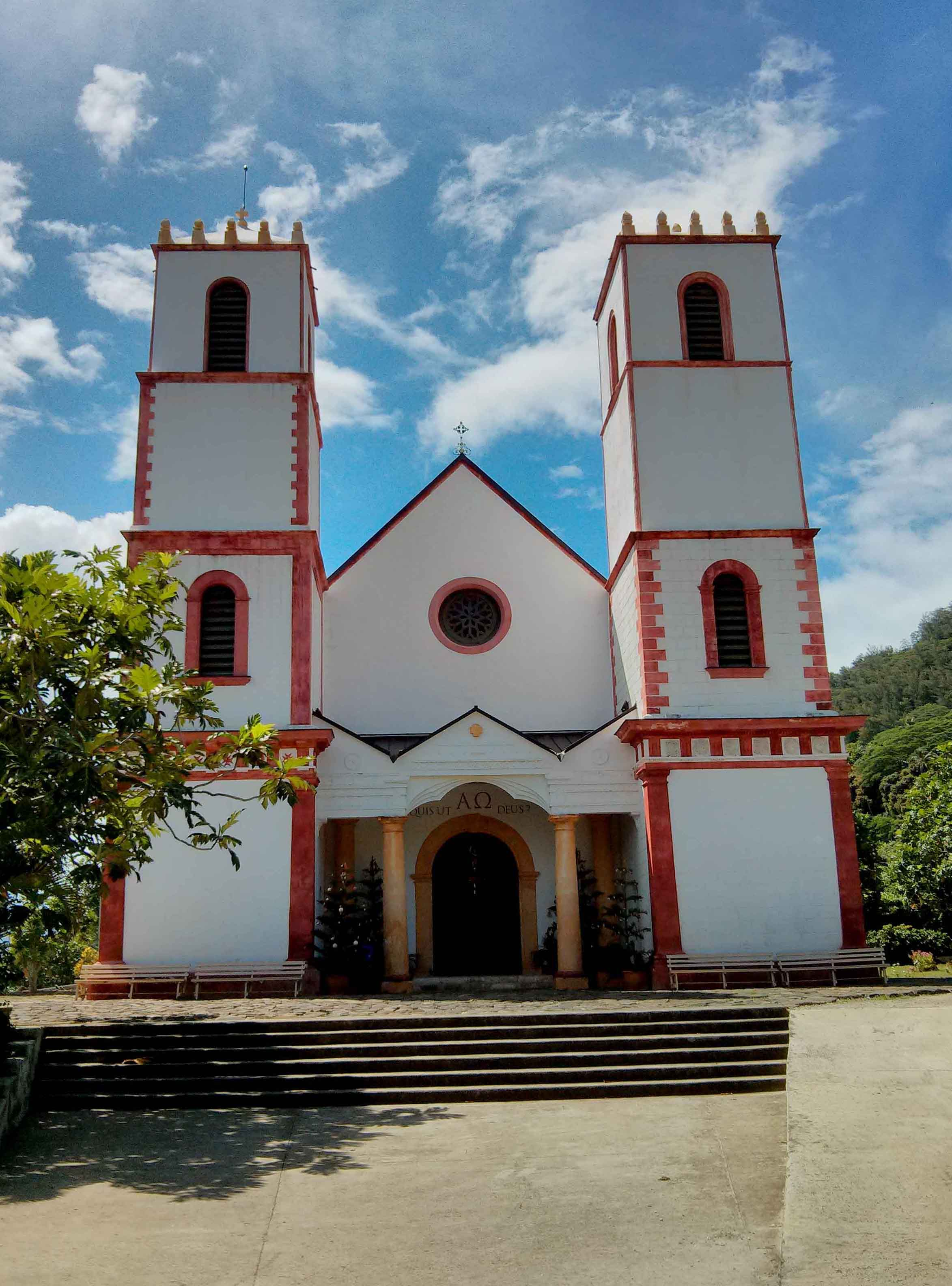
La cathédrale Saint-Michel à Rikitea (îles Gambier).

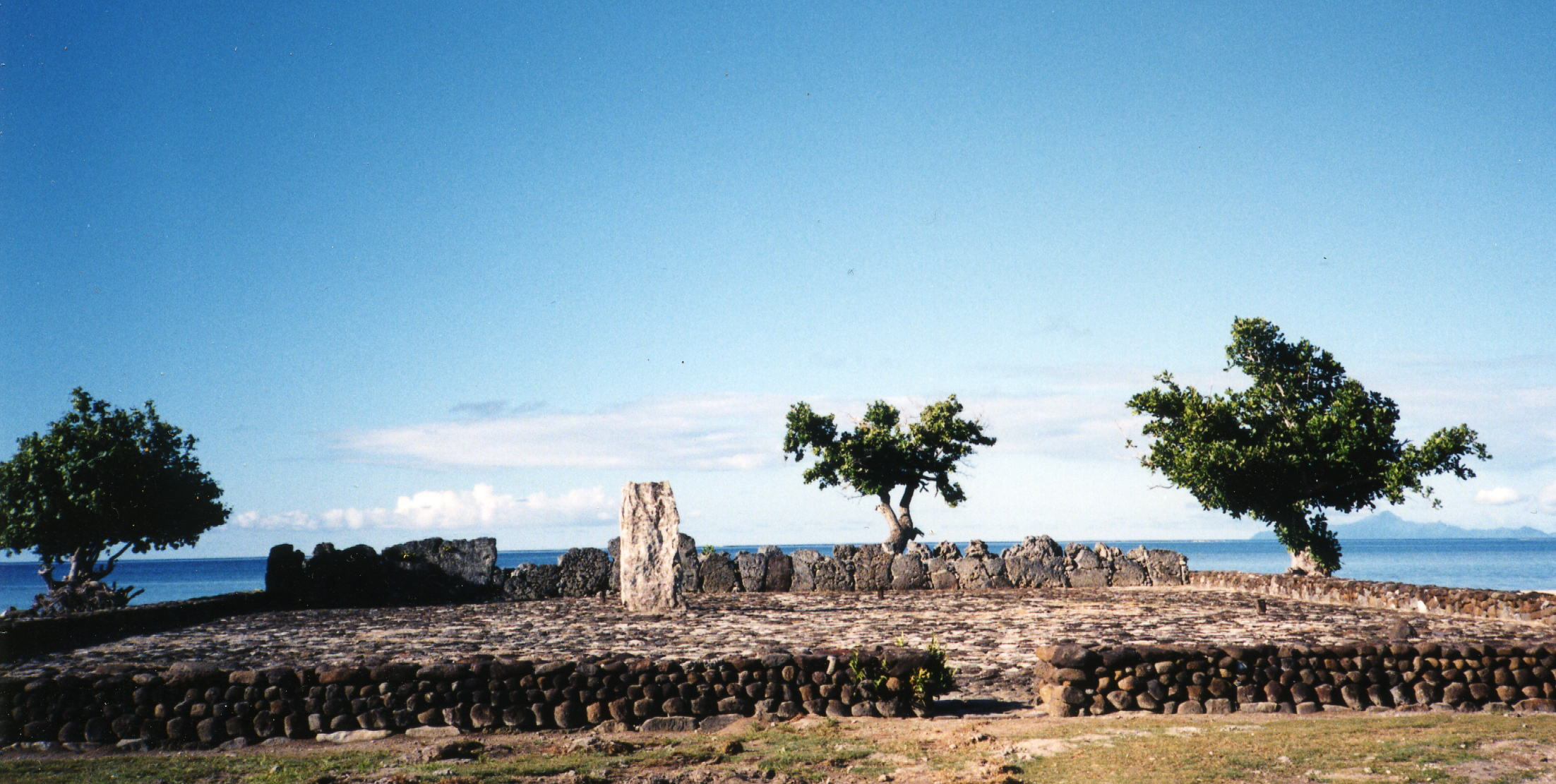
Marae de Taputapuātea sur l'île Raiatea.

Les religions majoritairement pratiquées durant la période précédant la colonisation se référaient à la mythologie polynésienne. Elles se transmettaient traditionnellement de manière orale. Les lieux de culte s'appelaient marae. 
L'arrivée des Européens et l'évangélisation de populations fit largement diminuer le nombre de pratiquants de ces religions. De nombreuses églises furent construites dans tous les archipels de la Polynésie par les missionnaires venus après la colonisation européenne.
Dans les années 2000, les Polynésiens sont chrétiens à 96%.

## Démographie
L'ethnie polynésienne compte environ 2 millions de personnes, dont la répartition est la suivante :
- Nouvelle-Zélande : 887 338
- États-Unis : 820 000[8]
- Polynésie française :c. 215 000 [9]
- Australie : 210.843
- Samoa : 192.342
- Tonga: 103.036
- Tuvalu : 9.234[10]
- Chili : 5.682